# Сталаћ
Сталаћ (до 1953. године Сталаћ Село) је насеље у Србији у општини Ћићевац у Расинском округу које се налази на 140м надморске висине. Према попису из 2022. има 1268 становника (према попису из 2011. било је 1563 становника).
Налази се на Јужној Морави, на путу за Крушевац, 9 километара југозападно од 171. километра ауто-пута Београд—Ниш (код Појата).

## Историјат
Сталаћ је старо насеље које се први пут у историјским документима спомиње у христовљи грчког цара Василија II Македонца из 1019. године под називом Истангланген.
У периоду турске владавине на овим просторима река Јужна Морава је била природна граница две нахије, па је десни Сталаћ припадао Алексиначкој, а леви Сталаћ Крушевачкој нахији.
Када је принц Муса 1412.г . продро у Србију преко Пирота, Сврљига,Сокола, напао и освојио Бован, затим опљачкао Липовац када је највероватније први пут страдао и оближњи манастир.После ових места, Муса је лако освојио значајан град Сталаћ, опљачкао га, и у малом граду се дуго задржао командант утврђења. Тим поводом Константин Филозоф пише: „А у кули се задржа, чувајући град, неки благородни муж, док са кулом не изгоре, јуначан као неко од старих.“
Године 1733. Сталаћ припада Параћинској парохији; параћински свештеник није могао служити у Сталаћу јер је био сувише удаљен. Та „древна“ црква је била потпуно празна, чија се посвета није знала. Тих година формиран је Сталаћски капетанат са седиштем у Сталаћу, чијих је стотину хајдука држало стражу у 11 чардака. У народној молби из 1727. године помиње се Роман Николић, капетан сталаћски.
Занимљиво је да године 1717. Сталаћ је практично ненасељен и има само 4 домова. По ослобађању од Турака 1830. године Сталаћ је имао 68 кућа и 81 пореску главу. Десетак година после тога убрзано се развија и већ има 90 кућа и 617 становника. У то време Сталаћ већ има „Примирителни суд“ и саставља једну општину заједно са Лучином. У периоду од 1888. године отвара се и прва школа где је учитељица била монахиња Полхерија Вукадиновић као и Косара Бокина, мада је у Град Сталаћу отворена 1871. године где је учитељ био извесни Сретен Суботић а и пре тога је долазио Ћићевачки учитељ како би учио ђаке још 1832. године. Кроз Сталаћ 1884. године пролази и први воз а иначе први шеф станице је био извесни Милан Стајевић
У непосредној близини насеља, око 2,5 километара јужно од места где се спајају Западна и Јужна Морава и чине Велику Мораву, налази се средњовековни град Сталаћ, један од највећих утврђених градова у Србији. Постављен је на врху седластог узвишења које доминира широком околином. Град је контролисао прилазе долином река, али је истовремено имао функцију одбране прилаза Крушевцу - српској средњовековној престоници.
Сваке године, за време св. Тројице, код куле Тодора од Сталаћа одржава се манифестација „Морава нас вода од'ранила“.
Овде се налазе Црква Светог Арханђела у Сталаћу и Црква Светог Духа у Сталаћу. Црква св. Тројице и костурница палим јунацима 1912-18. освећени су 8. августа 1940.

## Спорт
У месту од 1921. године обитава и ФК Трудбеник Сталаћ, а некада је имао и успешан рукометни клуб Железничар.

## Индустрија

### ИГМ Војвода Пријезда
Фабрика опекарских производа „Војвода Пријезда“ основана је након Другог светског рата 1946. године када су тадашње власти у Сталаћ донеле пуно цигларских машина типа „ЈЕЖИК“ Чехословачке производње, да би 1948. године профункционисао погон за машинско сечење цигле. До 1953. године погон послује самостално, када са више погона за израду опекарских производа из Крушевачког краја улази у састав предузећа „Душан Ристић“ Крушевац, све до 1989. године када се издваја и послује самостално. Фабрика запошљава 110 радника и извози производе на тржиштима Румуније, Пољске и Црне Горе.
Сировинска база за производњу налази се тик уз фабрику на лежишту Селиште.

### Антић Коста
Предузеће „Антић Коста“ основано је 1959. године у приватном власништву. Бави се производњом металне галантерије и запошљава 48 радника.

### Путеви Инвест
Фабрика бетонских префабриката „Путеви Инвест“ основана је 1948. године под именом Мирко Томић, од 1952. до 2002. године послује у саставу КМГ Трудбеник из Београда. Посебну делатност чини и експлоатација и сепарација природног Моравског шљунка. Фабрика је повезана електрификованим железничким колосеком са железничком станицом Сталаћ.
Овде се налазе Железничка станица Сталаћ и Железничка станица Стеванац.

## Демографија
У насељу Сталаћ живи 1481 пунолетни становник, а просечна старост становништва износи 42,5 година (40,3 код мушкараца и 44,5 код жена). У насељу има 568 домаћинстава, а просечан број чланова по домаћинству је 3,22.
Ово насеље је великим делом насељено Србима (према попису из 2002. године), а у последња три пописа, примећен је пад у броју становника.
|  |

| Демографија | Демографија | Демографија |
| Година      | Становника  | Становника  |
| ----------- | ----------- | ----------- |
| 1890.       | 1.449       |             |
| 1931.       | 1.683       |             |
| 1948.       | 1.995       |             |
| 1953.       | 2.077       |             |
| 1961.       | 2.137       |             |
| 1971.       | 2.087       |             |
| 1981.       | 2.150       |             |
| 1991.       | 2.048       | 2.010       |
| 2002.       | 1.828       | 1.899       |
| 2011.       | 1.563       |             |
| 2022.       | 1.268       |             |

| Етнички састав према попису из 2002.‍ | Етнички састав према попису из 2002.‍ | Етнички састав према попису из 2002.‍ | Етнички састав према попису из 2002.‍ | Етнички састав према попису из 2002.‍ |
| ------------------------------------ | ------------------------------------ | ------------------------------------ | ------------------------------------ | ------------------------------------ |
|                                      |                                      |                                      |                                      |                                      |
| Срби                                 | Срби                                 |                                      | 1.773                                | 96,99%                               |
| Роми                                 | Роми                                 |                                      | 17                                   | 0,92%                                |
| Македонци                            | Македонци                            |                                      | 7                                    | 0,38%                                |
| Црногорци                            | Црногорци                            |                                      | 2                                    | 0,10%                                |
| Хрвати                               | Хрвати                               |                                      | 2                                    | 0,10%                                |
| Албанци                              | Албанци                              |                                      | 2                                    | 0,10%                                |
| Словенци                             | Словенци                             |                                      | 1                                    | 0,05%                                |
| Руси                                 | Руси                                 |                                      | 1                                    | 0,05%                                |
| Југословени                          | Југословени                          |                                      | 1                                    | 0,05%                                |
| непознато                            | непознато                            |                                      | 5                                    | 0,27%                                |

| Година пописа     | 1948. | 1953. | 1961. | 1971. | 1981. | 1991. | 2002. |
| ----------------- | ----- | ----- | ----- | ----- | ----- | ----- | ----- |
| Број домаћинстава | 463   | 515   | 549   | 564   | 594   | 584   | 568   |

| Број чланова      | 1   | 2   | 3   | 4   | 5  | 6  | 7  | 8 | 9 | 10 и више | Просек |
| ----------------- | --- | --- | --- | --- | -- | -- | -- | - | - | --------- | ------ |
| Број домаћинстава | 104 | 126 | 107 | 100 | 58 | 55 | 13 | 5 | 0 | 0         | 3,22   |

| Пол    | Укупно | Неожењен/Неудата | Ожењен/Удата | Удовац/Удовица | Разведен/Разведена | Непознато |
| ------ | ------ | ---------------- | ------------ | -------------- | ------------------ | --------- |
| Мушки  | 737    | 199              | 475          | 43             | 17                 | 3         |
| Женски | 816    | 138              | 480          | 173            | 23                 | 2         |
| УКУПНО | 1.553  | 337              | 955          | 216            | 40                 | 5         |

| Пол    | Укупно                    | Пољопривреда, лов и шумарство | Рибарство                            | Вађење руде и камена | Прерађивачка индустрија       |
| ------ | ------------------------- | ----------------------------- | ------------------------------------ | -------------------- | ----------------------------- |
| Мушки  | 372                       | 19                            | 0                                    | 48                   | 130                           |
| Женски | 200                       | 16                            | 0                                    | 8                    | 69                            |
| УКУПНО | 572                       | 35                            | 0                                    | 56                   | 199                           |
| Пол    | Производња и снабдевање   | Грађевинарство                | Трговина                             | Хотели и ресторани   | Саобраћај, складиштење и везе |
| Мушки  | 2                         | 12                            | 29                                   | 6                    | 76                            |
| Женски | 1                         | 4                             | 27                                   | 3                    | 11                            |
| УКУПНО | 3                         | 16                            | 56                                   | 9                    | 87                            |
| Пол    | Финансијско посредовање   | Некретнине                    | Државна управа и одбрана             | Образовање           | Здравствени и социјални рад   |
| Мушки  | 4                         | 0                             | 16                                   | 6                    | 3                             |
| Женски | 0                         | 0                             | 11                                   | 13                   | 18                            |
| УКУПНО | 4                         | 0                             | 27                                   | 19                   | 21                            |
| Пол    | Остале услужне активности | Приватна домаћинства          | Екстериторијалне организације и тела | Непознато            | Непознато                     |
| Мушки  | 7                         | 0                             | 0                                    | 14                   | 14                            |
| Женски | 5                         | 0                             | 0                                    | 14                   | 14                            |
| УКУПНО | 12                        | 0                             | 0                                    | 28                   | 28                            |